# جيريمي بيس
جيريمي رولاند بيس Jeremy Peace (من مواليد 13 أغسطس 1956) هو رجل أعمال بريطاني والرئيس السابق ومالك نادي وست بروميتش ألبيون لكرة القدم، وهو نادٍ محترف لكرة القدم في ويست مدلاندز، إنجلترا.

## السيرة الشخصية
ولد جيريمي بيس في 13 أغسطس 1956 في ويست بروميتش وتلقى تعليمه في مدرسة شروزبري. عمل في مجال المحاسبة، وسيطًا في البورصة وفي الخدمات المصرفية الاستثمارية بين عامي 1974 و 1983. وحتى عام 1991، كان مساهمًا رئيسيًا ومديرًا لشركة مورلاند سيكيوريتيز (التي أعيدت تسميتها لاحقًا باسم شركة أكسيس للأقمار الصناعية الدولية) ثم شركة سانجرز فوتوغرافيكس (أعيدت تسميتها فيما بعد باسم المجموعة  كوادرنت).
منذ ذلك الوقت، كان جيريمي بيس مديرًا أو مساهمًا في العديد من الشركات العامة المحدودة، مثل ساوث كونتري هومز، توماس بوتس، لندن تاون، إي برايم المالية، إي بي أند إف كابيتال، جلاهاد كابيتال ، كاميلوت كابيتال ووست بروميتش ألبيون سابقًا.

## وست بروميتش ألبيون
انضم جيريمي بيس إلى مجلس إدارة وست بروميتش ألبيون كمدير غير تنفيذي في 8 ديسمبر 2000، وأصبح رئيسًا في يونيو 2002، بعد استقالة بول طومسون. تم تحويلها إلى شركة خاصة في عام 2005، مع امتلاكه أغلب حصص الشركة.
في 31 مايو 2013 ، نقل جيريمي بيس 59.9 في المائة من حصته في وست بروميتش ألبيون جروب ليمتد إلى شركة جديدة، وست برومويتش ألبيون هولدنجز ليمتد. كان جيريمي بيس هو المدير الوحيد لشركة وست برومويتش ألبيون هولدنجز ليمتد ويمتلك 100٪ من حصص الشركة الجديدة. يُظهرعائد شركة وست برومويتش ألبيون هولدنجز ليمتد بتاريخ 10 يونيو 2015 أنه يمتلك 100٪ من رأس المال. تم إنشاء فئة جديدة من الأسهم العادية "أ"، حيث تمتلك شركة كابا المحدودة 12,500 من هذه الأسهم  وهي المساهم الوحيد في هذه الفئة.
في عام 2013، ذكرت صحيفة ديلي إكسبريس أن جيريمي بيس "يدير النادي بقضيب من الحديد. لذلك يجب على أي مدير أن يقبل لقب" المدرب الرئيسي" وأن يكون مستعدًا للدخول في نفس الأسلوب والطريقة التي يقوم بها جيريمي بيس".
في أغسطس 2016 ، أنهت شركة جيريمي بيس صفقة مع رجل الأعمال الصيني جوشوان لاي لبيع نادي وست بروميتش ألبيون مقابل رقم يُعتقد أنه يتراوح بين 150 مليون جنيه إسترليني و 200 مليون جنيه إسترليني. تولى جون ويليامز، رئيس نادي بلاكبيرن روفرز السابق، دورجيريمي بيس كرئيس المجلس. لكن جيريمي بيس وافق على البقاء في ألبيون لموسم الدوري الممتاز 2016-2017 بصفة استشارية.